# Siegsdorf
Siegsdorf este o comună din landul Bavaria, Germania.

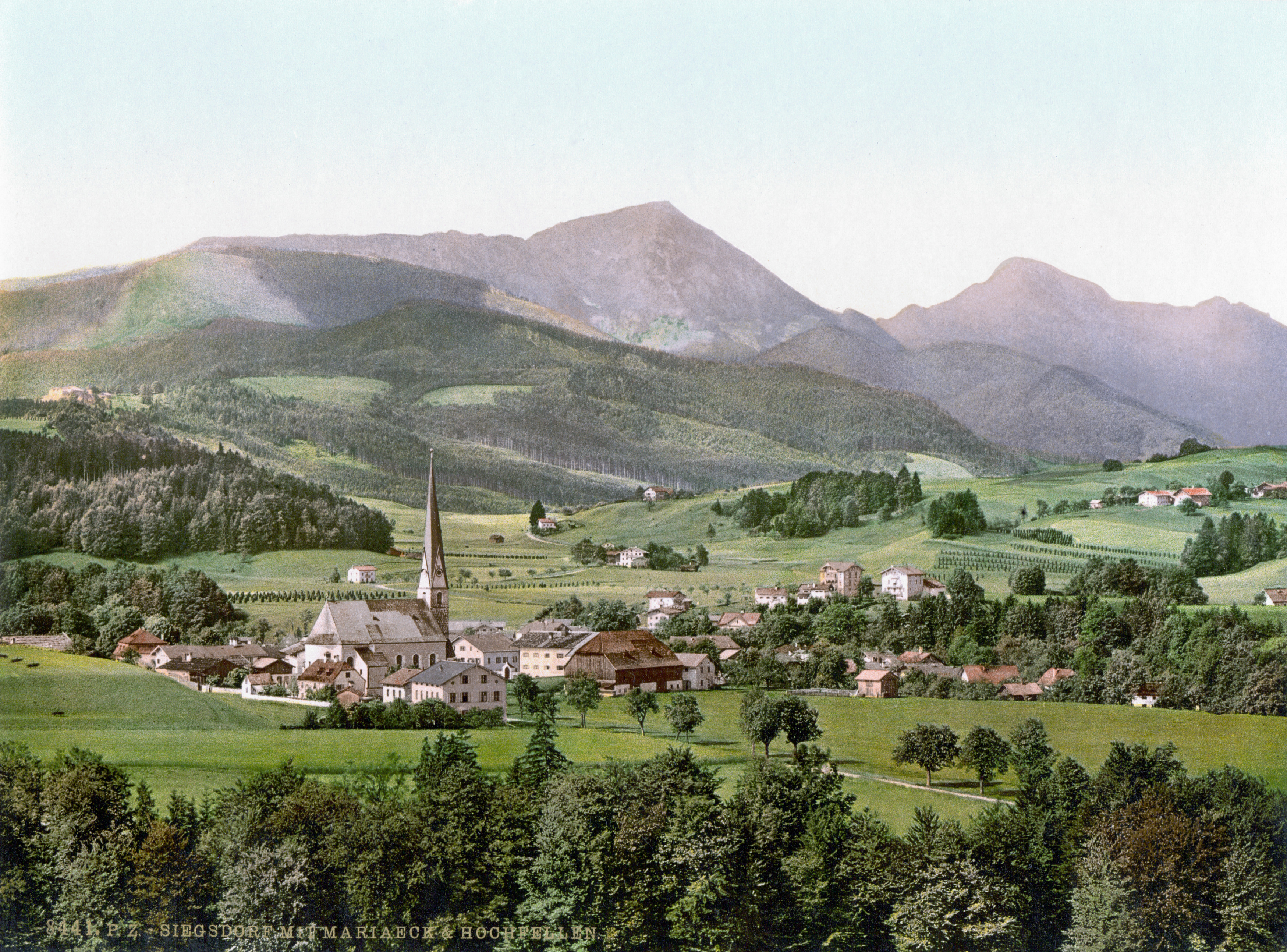
Siegsdorf, imagine din 1900

1. ↑  Alle politisch selbständigen Gemeinden mit ausgewählten Merkmalen am 31.12.2018 (4. Quartal) (în germană), Statistisches Bundesamt[*], arhivat din original la 10 martie 2019, accesat în 10 martie 2019